# Hardtmühle

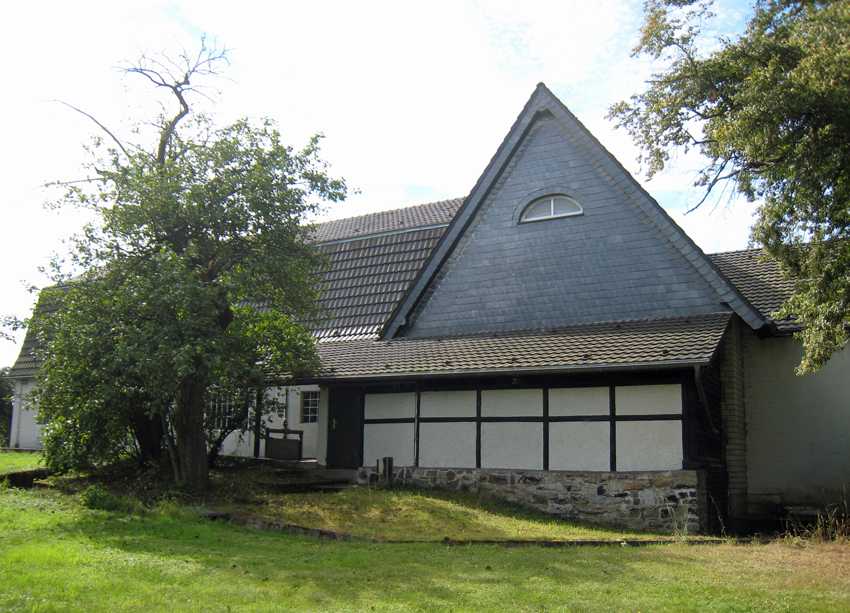
Die Hardtmühle aufgenommen im September 2012

Die Hardtmühle war eine Wassermühle in Köln-Dellbrück an der Strunde.

## Geschichte
Mühlenhof ist die älteste bekannte Bezeichnung des Hardthofs, der zu den Besitzungen der ehemaligen Johanniterkommende Herrenstrunden gehörte, wie sich aus einer Urkunde vom 4. April 1340 ergibt. Kurze Zeit später verpflichteten sich am 24. Juni 1340 Gobelin von Gierath (de Geroyde) und seine Frau Udela, die vom Komtur Engelbert und den übrigen Brüdern des Johanniterordens die Mühlenstatt (Molenstat), also die Stätte für eine Mühle, und dreiviertel Morgen Ackerland zum ewigen, erblichen Besitz (= Pacht) erhalten hatten, eine Mühle für Korn aller Art zu errichten. Der eingangs erwähnte Begriff Mühlenhof und die Bezeichnung des Grundstücks als Mühlenstatt deuten darauf hin, dass hier auch schon früher eine Mühle gestanden hat. Erwähnt wird die Mühle erst wieder in einer Urkunde vom 22. Februar 1479, wobei allerdings keine Einzelheiten bekannt werden. Mehr Aufschluss gibt eine Urkunde vom 22. Februar 1532 über die Mühle der Johanniter bei dem Dorf Strunden. Jetzt ist die Rede von einer Pleißmühle (Plyssmoelen) zum Polieren von Harnischen. Zum Zeitpunkt der Neuverpachtung am 22. September 1597 dürfte der Betrieb als Pleißmühle unwirtschaftlich geworden sein, denn der neue Pächter Johann Reinhard von Malmentier betrieb hier ab jetzt eine Öl- und Pulvermühle (Olligs- und Pulvermullen).
Seit 1668 bleibt die Pulvermühle unerwähnt, so dass davon auszugehen ist, dass es sich nur noch um eine Ölmühle handelte. Im Zusammenhang mit der Säkularisation wurde die Johanniterkommende Herrenstrunden nach dem Erlass des Reichsdeputationshauptschlusses im Jahr 1806 aufgehoben. Die Hardtmühle ging in staatlichen Besitz über, also in das Eigentum des Herzogtums Berg, später Großherzogtums Berg, deren Domänenrentei des Kantons Mülheim die Mühle zusammen mit dem Hardthof letztmals am 20. April 1809 an Peter Höller verpachtete. Am 24. Oktober 1811 brach ein Brand in der Mühle aus und legte sie in Schutt und Asche. Am 7. September 1813 beschloss die Domänendirektion, den Bauplatz mit der Verpflichtung zum Aufbau einer neuen Mühle meistbietend zu verkaufen.
Es fanden mehrere Verkaufsverhandlungen statt. Mit Wirkung vom 19. November 1814 hieß der neue Eigentümer Heinrich Moll aus Mülheim. Er baute anschließend eine neue Mühle mit einem unterschlächtigen Wasserrad. Es handelte sich wieder um eine Ölmühle mit zwei Ölpressen. Moll hatte mit seiner Frau sechs Kinder, denen er die Mühle am 13. September 1854 geschenkt hatte. Nach dem Tod ihrer Eltern ließen die Kinder die Mühle am 8. Januar 1863 versteigern. Der Miterbe Eduard Moll erwarb die Mühle und behielt sie zehn Jahre lang. Er verkaufte sie am 7. Juni 1873 mit allem Zubehör, Wohngebäuden und Grundstücken an den Feilenfabrikanten Eduard Karl Kind aus Strunden. Dieser betrieb die Mühle zunächst als Kohlenmühle, mit der er Schwarzmehl fertigte. Dieses Geschäft erwies sich als nicht einträglich. Daher verpachtete er die Mühle am 18. Oktober 1875 an den Kölner Bürger Karl Paffrath, der sie ab 1. Dezember 1875 als Gips- und Alabastermühle betrieb. Kind behielt sich aber ein Nutzungsrecht zum Betrieb einer Schleiferei in den Nachtstunden von sieben Uhr abends bis sieben Uhr morgens vor. Die Gipsherstellung für die Fertigung von Heiligenfiguren zum Beispiel im Benediktinerkloster Maria Laach behielt die Familie Paffrath noch bis nach dem Zweiten Weltkrieg bei. Später stellte man die Fertigung auf hochwertige zahntechnische und Verbands-Gipse um. Noch bis in die 1980er Jahre war die Mühle als Gipsmühle in Betrieb. Später wurde sie zum Zweck der Stromerzeugung umgebaut. Wenn die Strunde genügend Wasser führt, wird dort heute noch Strom erzeugt.